# IC 2638
IC 2638 ist eine linsenförmige Galaxie mit aktivem Galaxienkern vom Hubble-Typ SB0/a im Sternbild Löwe an der Ekliptik. Sie ist schätzungsweise 543 Mio. Lichtjahre von der Milchstraße entfernt und hat einen Durchmesser von etwa 160.000 Lj.

Im selben Himmelsareal befinden sich u. a. die Galaxien IC 2634, IC 2640, IC 2644, IC 2648.
Das Objekt wurde am 27. März 1906 von Max Wolf entdeckt.